# Caspar Ett

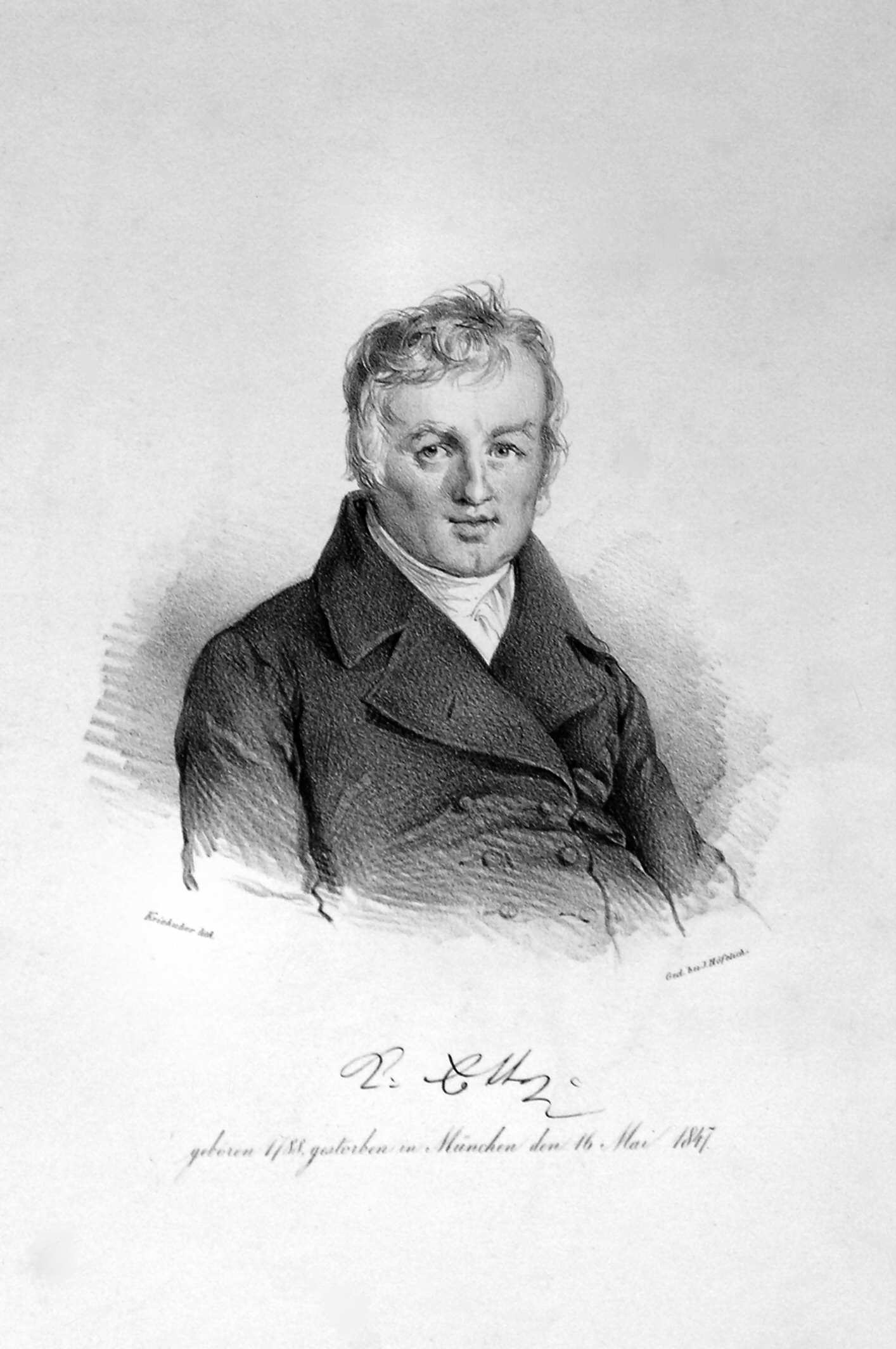
Caspar Ett, litografi av Josef Kriehuber.

Caspar Ett, född 5 januari 1788, död 16 maj 1847, var en tysk tonsättare och organist.
Tillsammans med Johann Caspar Aiblinger, Carl Proske och dennes lärjunge Friedrich Witt var han företrädare för den sydtyska romantiska Palestrina-renässansen. Ett skrev själv kyrkomusik i Rom-mästarens anda, men i tryck utkom under hans livstid endast en sånglära för skolan, Cantica sacra in usum studiosæ juventutis.